# ELENA (процедура)
ELENA (нем. elektronisches Entgeltnachweisverfahren — процедура электронной передачи данных о заработках) процедура принятая и внедряемая в ФРГ с целью сокращении управленческих расходов при обмене данными между работодателем и другими инстанциями (в настоящее время в стране выдаётся порядка 60 млн бумажных справок).
Согласно закону Gesetz über das Verfahren des elektronischen Entgeltnachweises все данные о заработной плате резидентов ФРГ будут в зашифрованном виде передаваться в Центральный банк данных (Zentrale Speicherstelle, ZSS). Доступ к хранящейся там информации могут получит различные ведомства при оформлении социальных и других пособий, но только с санкции физического лица-заявителя. Причём такая санкция будет возможна только с использованием смарт-карты с электронной подписью (первоначальное название проекта — JobCard, на нынешней стадии проекта с целью увеличения популярности цифровой подписи разрешено использование сертификата на различных смарт-картах имеющих хождение в Германии: дебетовые карты, Geldkarte, национальное электронное удостоверение личности, электронный вид на жительство и т. д.) . Кроме того каждому наёмному работнику будет присвоен тайный цифровой код выданной Центральной регистрационной службой (Registratur Fachverfahren, RFV), таким образом любая выдача информации будет происходить только при совпадении цифрового кода известного работодателю и кода зашифрованного в цифровой подписи работника, что должно исключить односторонний доступ к данным. Верификация доступа будет производиться ZSS и RFV.
Среди критиков проекта отмечается нецелесообразность и опасность хранения огромного массива конфиденциальной информации о практически всех жителях ФРГ (в собираемую информацию помимо основных данных входит информация о больничных, выговорах, предупреждениях и т. д.), в частности в 2010 году в Конституционный суд ФРГ была подана коллективная жалоба.